# Stilpnus analogus
Stilpnus analogus är en stekelart som beskrevs av Forster 1876. Stilpnus analogus ingår i släktet Stilpnus och familjen brokparasitsteklar. Inga underarter finns listade i Catalogue of Life.